# Generalsekretär der Vereinten Nationen
Der Generalsekretär der Vereinten Nationen (englisch Secretary-General of the United Nations, kurz UNSG) ist der Vorsitzende des UN-Sekretariats, eines der primären Organe der Vereinten Nationen. Der Generalsekretär ist oberster Verwaltungsbeamter der UN und ist somit Hauptverantwortlicher für die Verwaltung der UN. Darüber hinaus vertritt er die Organisation nach außen. In der Selbstdarstellung der Vereinten Nationen wird seine Rolle als „zu gleichen Teilen Diplomat und Sachwalter, Staatsdiener und CEO und als Symbol für die Vereinten Nationen und ihre Ideale“ beschrieben.
Derzeitiger Amtsinhaber ist seit dem 1. Januar 2017 der Portugiese António Guterres.

## Wahl
Ernannt wird der UN-Generalsekretär auf Vorschlag des Sicherheitsrates für fünf Jahre von der Generalversammlung. Eine Wiederwahl ist möglich. Üblicherweise rotiert das Amt des Generalsekretärs nach zwei Amtszeiten über die einzelnen Kontinente/geographischen Regionen. Diese Regel muss aber nicht befolgt werden.
Als erster offizieller Generalsekretär wurde am 1. Februar 1946 Trygve Halvdan Lie berufen. Zuvor war das Amt kommissarisch von dem Briten Sir Gladwyn Jebb ausgeübt worden. Seit 1997 gibt es auch das Amt des Vizegeneralsekretärs (derzeit übt dies die Nigerianerin Amina J. Mohammed aus). Von internationalen Experten wird der Wahlprozess als intransparent und undemokratisch diskutiert. Sie fordern einen demokratischen Wahlprozess, der die Zivilgesellschaft stärker mit einbezieht.

## Aufgaben
Der Generalsekretär koordiniert die tägliche Arbeit der UN und nimmt an den Sitzungen der Hauptorgane teil, mit Ausnahme des Internationalen Gerichtshofs (IGH). Über seine Tätigkeit erstattet er der Generalversammlung jährlich Bericht. Er ist sowohl für die Aufstellung des Haushaltsplanes als auch für die Durchführung der Finanzverwaltung verantwortlich. Er repräsentiert die Organisation im internationalen Bereich und als Ganzes gegenüber den Mitgliedstaaten der Vereinten Nationen. Seine politische Rolle nimmt er wahr, indem er beispielsweise in Krisengebiete reist, Gespräche mit Regierungen führt und Vorschläge bzw. Friedenspläne zur Beilegung von Konflikten vorlegt. Immer wichtiger werden die vom Generalsekretär ernannten Sonderbeauftragten, die als seine lokalen Vertreter vor Ort Friedensmissionen und/oder die Arbeit der UN koordinieren. Zu den originär politischen Aufgaben des Generalsekretärs gehört, die Aufmerksamkeit des Sicherheitsrates auf jede Angelegenheit zu lenken, die seiner Meinung nach den Frieden gefährden könnte (Artikel 99 der UN-Charta).
Von den sehr ungenau beschriebenen Kompetenzen haben die Generalsekretäre unterschiedlich Gebrauch gemacht.

## Gehalt
Der UN-Generalsekretär bezieht ein Brutto-Jahresgehalt von 209.691 US-Dollar (Stand: 2017).

## Liste der Generalsekretäre
| Nr. | Person                  | Person                              | Amtszeit                           | Nationalität           | Bemerkungen                                                                |
| --- | ----------------------- | ----------------------------------- | ---------------------------------- | ---------------------- | -------------------------------------------------------------------------- |
| –   | Gladwyn Jebb            | Gladwyn Jebb (1900–1996)            | 24. Okt. 1945 – 2. Februar 1946    | Vereinigtes Königreich | Kommissarischer Generalsekretär                                            |
| 1   | Trygve Lie              | Trygve Halvdan Lie (1896–1968)      | 2. Feb. 1946 – 10. November 1952   | Norwegen               | Zurückgetreten                                                             |
| 2   | Dag Hammarskjöld        | Dag Hammarskjöld (1905–1961)        | 10. Apr. 1953 – 18. September 1961 | Schweden               | Kam bei einem Flugzeugabsturz in Nordrhodesien (heute Sambia) ums Leben    |
| 3   | U Thant                 | Sithu U Thant (1909–1974)           | 3. Nov. 1961 – 31. Dezember 1971   | Birma (heute Myanmar)  | Vom 3. November 1961 bis 30. November 1962 kommissarischer Generalsekretär |
| 4   | Kurt Waldheim           | Kurt Waldheim (1918–2007)           | 1. Jan. 1972 – 31. Dezember 1981   | Österreich             | Veto Chinas gegen eine dritte Amtszeit                                     |
| 5   | Javier Pérez de Cuéllar | Javier Pérez de Cuéllar (1920–2020) | 1. Jan. 1982 – 31. Dezember 1991   | Peru                   | Keine Bewerbung für eine dritte Amtszeit                                   |
| 6   | Boutros Boutros-Ghali   | Boutros Boutros-Ghali (1922–2016)   | 1. Jan. 1992 – 31. Dezember 1996   | Ägypten                | Veto der Vereinigten Staaten gegen eine zweite Amtszeit                    |
| 7   | Kofi Annan              | Kofi Annan (1938–2018)              | 1. Jan. 1997 – 31. Dezember 2006   | Ghana                  | Keine Bewerbung für eine dritte Amtszeit                                   |
| 8   | Ban Ki-moon             | Ban Ki-moon (* 1944)                | 1. Jan. 2007 – 31. Dezember 2016   | Südkorea               | Keine Bewerbung für eine dritte Amtszeit                                   |
| 9   | António Guterres        | António Guterres (* 1949)           | seit 1. Jan. 2017                  | Portugal               | Wiederwahl für zweite Amtszeit erfolgreich                                 |

## Liste der Vizegeneralsekretäre
| Bild               | Name               | Amtszeit                         | Nationalität           |
| ------------------ | ------------------ | -------------------------------- | ---------------------- |
| Louise Fréchette   | Louise Fréchette   | 2. März 1998 – 31. März 2006     | Kanada                 |
| Mark Malloch Brown | Mark Malloch Brown | 1. Apr. 2006 – 31. Dezember 2006 | Vereinigtes Königreich |
| Asha-Rose Migiro   | Asha-Rose Migiro   | 1. Feb. 2007 – 2012              | Tansania               |
| Jan Eliasson       | Jan Eliasson       | 1. Juli 2012 – 31. Dezember 2016 | Schweden               |
| Amina J. Mohammed  | Amina J. Mohammed  | seit 1. Jan. 2017                | Nigeria                |